# ماثيو براون
ماثيو براون (بالإنجليزية: Matthew Brown)‏ (و. 1982  م) هو لاعب كرة قاعدة، من الولايات المتحدة، ولد في بالفيو، شارك في الألعاب الأولمبية الصيفية 2008، يلعب كقاعدي ثالث ‏.

## روابط خارجية
- ماثيو براون على موقع دوري كرة القاعدة الرئيسي (الإنجليزية)
- ماثيو براون على موقعبيزبول رفرنس.كوم (الدوري الرئيسي) (الإنجليزية)
- ماثيو براون على موقعبيزبول رفرنس.كوم (الدوري الثانوي) (الإنجليزية)
- ماثيو براون على موقع إي إس بي إن.كوم (أم.أل.بي) (الإنجليزية)
- ماثيو براون على موقع مشجعي الرسوم البيانية (الإنجليزية)
- ماثيو براون على موقع أوليمبيديا (الإنجليزية)